# Foho Leten
Der Foho Leten (deutsch „Oberer Berg“) ist ein Berg in Osttimor. Er befindet sich im Norden der Aldeia Piron (Suco Lontas) und hat eine Höhe von 1173 m. Nach Norden hin liegt das Land nur wenig unterhalb der Gipfelhöhe des Berges, während es nach Süden hin zum Fluss Silac (einem Nebenfluss des Ruiketan) schnell abfällt. Nördlich am Gipfel vorbei verläuft die Überlandstraße aus Taroman und Suai in Richtung Ozo. An ihr liegt im Westen der Ort Piron. Auch auf dem Foho Leten selbst stehen Gebäude und eine Sendeanlage.
Südwestlich liegt der Mupiesse (1176 m) und östlich der Coes (1205 m).